# Thomas Hills (Antarktika)
Die Thomas Hills sind eine geradlinige Hügelkette im westantarktischen Queen Elizabeth Land. Sie erstrecken sich über eine Länge von rund 27 km zwischen dem Foundation-Eisstrom und dem MacNamara-Gletscher am nördlichen Ende der Patuxent Range in den Pensacola Mountains. 
Kartografisch erfasst wurde das Gebiet vom United States Geological Survey und mithilfe von Luftaufnahmen der United States Navy von 1956 bis 1966. Das Advisory Committee on Antarctic Names benannte sie 1968 auf Vorschlag des Polarforschers Finn Ronne nach Charles Sparks Thomas (1897–1983), einem Sekretär der US Navy während der ersten Operation Deep Freeze.